# Kroonarend
De kroonarend (Stephanoaetus coronatus) is een vogel uit Afrika.

## Kenmerken
Deze krachtiggebouwde roofvogel is 81 tot 92 cm groot en voor mannelijk vogels van 2700 tot ongeveer 4100 gram en vrouwelijke van 3200 tot 4700 gram zwaar. Hij heeft een spanwijdte van 150 tot 180 cm. Hij heeft een lange staart en korte vleugels. Het verenkleed is donkerbruin met een witte onderzijde, die donkere, smalle dwarsstrepen bevat. Het wijfje is niet identiek aan het mannetje. De vogel heeft gele ogen.

## Leefwijze
De vogel jaagt onder andere op apen, vogels, vleermuizen (hondsvleermuis)  en grote hagedissen als varanen. Kroonarenden leven in familiegroepen, die bestaan uit een vader, een moeder en enkele jongen.

## Verspreiding en leefgebied
De kroonarend leeft in de regenwouden van Centraal- en Oost-Afrika maar hij komt ook in Zuid-Afrika voor.
Hij komt voor in Zuid-Soedan en westelijk Ethiopië, van Sierra Leone tot zuidelijk Kenia, oostelijk Zuid-Afrika en noordelijk Angola.

## Status
De grootte van de populatie is in 2001 geschat op 5000 tot 50.000 volwassen vogels. Op de Rode lijst van de IUCN heeft deze soort de status niet bedreigd.

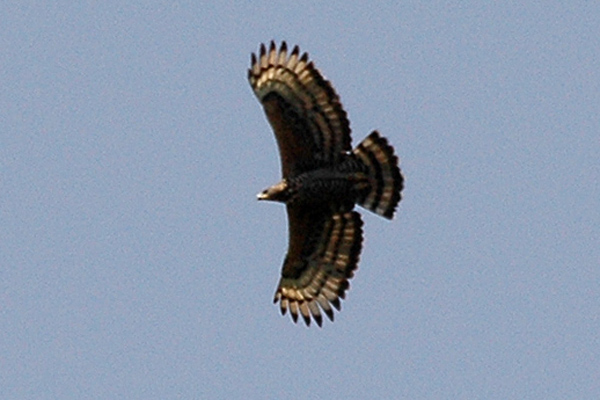
In vlucht